# Encinal (Texas)
Encinal é uma cidade localizada no estado norte-americano de Texas, no Condado de La Salle.

## Demografia
Segundo o censo norte-americano de 2000, a sua população era de 629 habitantes.
Em 2006, foi estimada uma população de 650, um aumento de 21 (3.3%).

## Geografia
De acordo com o United States Census Bureau tem uma área de
1,0 km², dos quais 1,0 km² cobertos por terra e 0,0 km² cobertos por água. Encinal localiza-se a aproximadamente 170 m acima do nível do mar.

## Localidades na vizinhança
O diagrama seguinte representa as localidades num raio de 48 km ao redor de Encinal.